# Ferimzon
Ferimzon ist eine chemische Verbindung aus der Gruppe der Pyrimidine und Hydrazone.

## Gewinnung und Darstellung
Ferimzon kann aus 2-Methylacetophenon gewonnen werden.

## Eigenschaften
Ferimzon ist ein farbloser Feststoff, der schwer löslich in Wasser ist.

## Verwendung
Ferimzon wird als Fungizid gegen Pilzerkrankungen im Reisanbau (Reisbrandpilz, Helminthosporium oryzae, Cercospora oryzae, Curvularia, Epicoccum, Alternaria) verwendet. Es wurde 1991 von Takeda registriert. Unter dem Namen Ferimzon wird nur das (Z)-Isomer der Verbindung verstanden, da dieses stabiler ist. Die Mischung beider Isomere wird als Meferimzon (CAS-Nummer: 77359-18-3) bezeichnet.
Ferimzon hemmt die Sporenkeimung, bisher konnte die Wirkung jedoch keiner bekannten Wirkungsweise zugeordnet werden.

## Zulassung
Weder in einem Land der EU noch in der Schweiz ist derzeit ein Pflanzenschutzmittel-Produkt mit diesem Wirkstoff zugelassen.